# Pelocoetes exul
Pelocoetes exul är en havsanemonart som först beskrevs av Annandale 1907.  Pelocoetes exul ingår i släktet Pelocoetes och familjen Haliactiidae. Inga underarter finns listade i Catalogue of Life.